# تيلمو فارغاس
تيلمو فارغاس هو سياسي إكوادوري، ولد في 9 أكتوبر عام 1912، في كيتو في الإكوادور، وتوفي بنفس المكان في 9 أغسطس عام2013.